# منطق موجهات (کتاب)
منطق موجهات کتابی از ضیاء موحد است که در سال ۱۳۸۱ منتشر و در مراسم کتاب سال جمهوری اسلامی ایران به‌عنوان کتاب برگزیده معرفی شد.